# Lothar Lippa
Lothar Lippa (* 1936) ist ein ehemaliger deutscher Ringer.

## Werdegang
Lothar Lippa erlernte beim SC Chemie Halle-Leuna das Ringen. Er rang ausschließlich im freien Stil. 1954 belegte er sowohl bei der gesamtdeutschen Jugendmeisterschaft als auch bei der DDR-Jugendmeisterschaft den 2. Platz. Im Jahr 1956 gewann er seinen ersten Titel bei einer DDR-Meisterschaft der Senioren im Mittelgewicht. Seinen ersten wichtigen internationalen Einsatz hatte Lothar Lippa beim Freistil-Weltturnier 1958 in Sofia, das anstelle einer Weltmeisterschaft durchgeführt wurde. Dort belegte er einen hervorragenden 3. Platz. Einen großen Erfolg feierte er auch bei den Weltmeisterschaften 1959 in Teheran, als er im Mittelgewicht wieder den 3. Platz belegte. Er war damit der erste Freistilringer aus der DDR, der bei einer internationalen Meisterschaft eine Medaille gewann.
Im Jahr 1960 gelang es ihm nicht, sich bei der Ausscheidung für die Olympischen Spiele in Rom durchzusetzen. Er wurde hinter Georg Utz aus Kornwestheim und Johann Sterr auch München-Neuaubing nur dritter Sieger. Im gleichen Jahr rang er in einem Länderkampf der DDR gegen Schweden gegen Hans Antonsson unentschieden. Danach trat er nicht mehr in Erscheinung.

## Erfolge

### Internationale Erfolge
(WM = Weltmeisterschaft, F = Freistil, Mi = Mittelgewicht, damals bis 79 kg Körpergewicht)
- 1956, 2. Platz, Turnier beim II. Deutschen Turn- und Sportfest in Leipzig, F, Hs, hinter Dieter Rauchbach, Halle-Leuna und vor Rudolf Weise, Chemie Buna Schkopau
- 1957, 3. Platz, Turnier in Jena, F, Mi, hinter Tatraschwili, UdSSR und Szekely, Ungarn;
- 1958, 3. Platz, Weltturnier in Sofia, F, Mi, hinter Hasan Güngör, Türkei und Giorgi Schirtladse, UdSSR und vor Prodan Gardschew, Bulgarien, Soroury, Iran und Takashi Nagai, Japan;
- 1959, 3. Platz, WM in Teheran, F, Mi, mit Siegen über Charles Berthoud, Schweiz, Mihammad Faiz, Pakistan und Nagai und Niederlagen gegen Géza Hollósi, Ungarn und Giorgi Schirtladse

### DDR-Meisterschaften
- 1956, 1. Platz, F, Mi, vor Pötsch, Jena und Rübekeil, SG Dynamo Luckenwalde
- 1957, 1. Platz, G, Mi;
- 1958, 1. Platz, F, Mi, vor Müller, Leipzig und Fröhlich, Neubrandenburg
- 1960, 1. Platz, F, Mi, vor Wiechmann, Leipzig und Fiedler, Leipzig